# 2MASS J00145575-4844171
2MASS J00145575-4844171 ist ein Brauner Zwerg im Sternbild Phönix. Er wurde 2000 von J. Davy Kirkpatrick et al. entdeckt. 2MASS J00145575-4844171 gehört der Spektralklasse L2,5 an.